# (8453) 1981 EQ
1981 إي كيو (ويعرف أيضًا باسم (8453) 1981 إي كيو وفق تسمية الكوكب الصغير) (بالإنجليزية: 1981 EQ)‏ هو كويكب ضمن حزام الكويكبات؛ وترتيبه 8453 من حيث الاكتشاف.
اكتُشف هذا الجُرم الفلكي بواسطة هنري ديبهون في 1 مارس 1981.

## وصلات خارجية
- (8453) 1981 EQ في قاعدة بيانات مختبر الدفع النفاث لأجرام النظام الشمسي الصغيرة

- الاكتشاف · مخطط المدار ·  العناصر المدارية · المعلمات المادية

- (8453) 1981 EQ على موقع ويكي سكاي: DSS2, SDSS, GALEX, IRAS, Hydrogen α, X-Ray, Astrophoto, Sky Map, Articles and images